# Вілланова-дель-Сілларо
Вілланова-дель-Сілларо (італ. Villanova del Sillaro) — муніципалітет в Італії, у регіоні Ломбардія,  провінція Лоді.
Вілланова-дель-Сілларо розташована на відстані близько 450 км на північний захід від Рима, 35 км на південний схід від Мілана, 10 км на південь від Лоді.
Населення — 1845 осіб (2014).

## Демографія
Населення за роками:

Станом на 1 січня 2023 року в муніципалітеті офіційно проживало 211 іноземців з 23 країн, серед них 116 громадян країн Євросоюзу та 8 громадян України.

## Сусідні муніципалітети
- Боргетто-Лодіджано
- Граффіньяна
- Массаленго
- Оссаго-Лодіджано
- П'єве-Фіссірага
- Сант'Анджело-Лодіджано